# Acta theologica Sloveniae
Acta theologica Sloveniae (kratica: ATS) je znanstvena publikacija Teološke fakultete v Ljubljani, ki od leta 2001 izhaja kot zbirka recenziranih teoloških monografij.
Trenutni glavni in odgovorni urednik je Miran Špelič OFM. 

## Zbirka
- Mirjana Filipič, Poetika in tipologija eksodusa: zmagoslavni vidik, Družina, Ljubljana 2001.
- Škof Lenart, Sočutje med religijo in filozofijo : pot k Schopenhauerjevi etiki sočutja, Družina, Ljubljana 2002.
- Peter Kvatrenik, Brez časti, svobode in moči. Vpliv komunizma na pastoralno delovanje Cerkve ljubljanski nadškofiji (1945-2000), Ljubljana 2003. ID-COBISS: 123887616.